# UFC 250
UFC 250: Nunes vs. Spencer è stato un evento di arti marziali miste tenuto dalla Ultimate Fighting Championship il 6 giugno 2020 all'UFC APEX di Las Vegas negli Stati Uniti.

## Risultati
|                                        | Divisione              |                   |                 |                      | Metodo                                  | Round           | Tempo           | Premio          |
| Card Principale                        | Card Principale        | Card Principale   | Card Principale | Card Principale      | Card Principale                         | Card Principale | Card Principale | Card Principale |
| -------------------------------------- | ---------------------- | ----------------- | --------------- | -------------------- | --------------------------------------- | --------------- | --------------- | --------------- |
| Sfida valida per il titolo di campione | Pesi piuma femminili   | Amanda Nunes (c)  | batte           | Felicia Spencer      | Decisione unanime (50–44, 50–44, 50–45) | 5               | 5:00            |                 |
|                                        | Pesi gallo             | Cody Garbrandt    | batte           | Raphael Assunção     | KO (pugno)                              | 2               | 4:59            | POTN            |
|                                        | Pesi gallo             | Aljamain Sterling | batte           | Cory Sandhagen       | Sottomissione (rear-naked choke)        | 1               | 1:28            | POTN            |
|                                        | Pesi welter            | Neil Magny        | batte           | Anthony Rocco Martin | Decisione unanime (30–27, 30–27, 29–28) | 3               | 5:00            |                 |
|                                        | Pesi gallo             | Sean O'Malley     | batte           | Eddie Wineland       | KO (pugno)                              | 1               | 1:54            | POTN            |
| Card Preliminare (ESPN)                |                        |                   |                 |                      |                                         |                 |                 |                 |
|                                        | Pesi piuma             | Alex Caceres      | batte           | Chase Hooper         | Decisione unanime (30–27, 30–27, 30–27) | 3               | 5:00            |                 |
|                                        | Pesi medi              | Ian Heinisch      | batte           | Gerald Meerschaert   | KO tecnico (pugni)                      | 1               | 1:14            |                 |
|                                        | Pesi piuma             | Maki Pitolo       | batte           | Charles Byrd         | KO tecnico (pugni)                      | 2               | 1:10            |                 |
| Card Preliminare (UFC Fight Pass)      |                        |                   |                 |                      |                                         |                 |                 |                 |
|                                        | Pesi mosca             | Alex Perez        | batte           | Jussier Formiga      | KO tecnico (calci alle gambe)           | 1               | 4:06            | POTN            |
|                                        | Pesi mediomassimi      | Devin Clark       | batte           | Alonzo Menifield     | Decisione unanime (30–27, 29-28, 29-28) | 3               | 5:00            |                 |
|                                        | Catchweight (150 lbs.) | Herbert Burns     | batte           | Evan Dunham          | Sottomissione (rear-naked choke)        | 3               | 5:00            |                 |

## Premi
I lottatori premiati ricevettero un bonus di 50.000 dollari.
Legenda:
- FOTN: Fight of the Night (vengono premiati entrambi gli atleti per il miglior incontro dell'evento)
- POTN: Performance of the Night (viene premiato il vincitore per la migliore performance dell'evento)